# Football Club de Metz 2016-2017
Questa voce raccoglie le informazioni riguardanti il Football Club de Metz nelle competizioni ufficiali della stagione 2016-2017.

## Stagione
Il Metz ritorna in Ligue 1 dopo solo una stagione, avendo concluso il precedente campionato di Ligue 2 al 3º posto, venendo promosso a discapito del Le Havre in virtù del miglior attacco.

## Rosa
| N. |                           | Ruolo | Calciatore        |
| -- | ------------------------- | ----- | ----------------- |
| 1  | Francia (bandiera)        | P     | Thomas Didillon   |
| 2  | Senegal (bandiera)        | D     | Fallou Diagne     |
| 3  | Francia (bandiera)        | D     | Jonathan Rivierez |
| 4  | Serbia (bandiera)         | D     | Milan Biševac     |
| 6  | Francia (bandiera)        | D     | Simon Falette     |
| 7  | Francia (bandiera)        | C     | Gauthier Hein     |
| 8  | Francia (bandiera)        | C     | Yann Jouffre      |
| 9  | Turchia (bandiera)        | A     | Mevlüt Erdinç     |
| 10 | Costa d'Avorio (bandiera) | C     | Cheick Doukouré   |
| 11 | Francia (bandiera)        | A     | Opa Nguette       |
| 12 | Francia (bandiera)        | D     | Matthieu Udol     |
| 13 | Francia (bandiera)        | D     | Franck Signorino  |
| 14 | Camerun (bandiera)        | C     | Georges Mandjeck  |
| 15 | Francia (bandiera)        | A     | Thibaut Vion      |

| N. |                        | Ruolo | Calciatore          |
| -- | ---------------------- | ----- | ------------------- |
| 16 | Giappone (bandiera)    | P     | Eiji Kawashima      |
| 17 | Senegal (bandiera)     | A     | Habib Diallo        |
| 18 | Mali (bandiera)        | A     | Cheick Diabaté      |
| 19 | Francia (bandiera)     | C     | Florent Mollet      |
| 20 | Francia (bandiera)     | C     | Alexis Larriere     |
| 21 | Lussemburgo (bandiera) | D     | Vahid Selimovic     |
| 22 | Francia (bandiera)     | C     | Kevin Lejeune       |
| 23 | Lussemburgo (bandiera) | D     | Chris Philipps      |
| 24 | Francia (bandiera)     | C     | Renaud Cohade       |
| 25 | Spagna (bandiera)      | D     | Iván Balliu         |
| 26 | Senegal (bandiera)     | A     | Ismaïla Sarr        |
| 29 | Lussemburgo (bandiera) | A     | Vincent Thill       |
| 30 | Francia (bandiera)     | P     | David Oberhauser    |
| 32 | Camerun (bandiera)     | D     | Benoît Assou-Ekotto |

## Statistiche

### Statistiche di squadra
Statistiche aggiornate al 18 ottobre 2017.
| Competizione      | Punti | In casa | In casa | In casa | In casa | In casa | In casa | In trasferta | In trasferta | In trasferta | In trasferta | In trasferta | In trasferta | Totale | Totale | Totale | Totale | Totale | Totale | DR  |
| Competizione      | Punti | G       | V       | N       | P       | Gf      | Gs      | G            | V            | N            | P            | Gf           | Gs           | G      | V      | N      | P      | Gf     | Gs     | DR  |
| ----------------- | ----- | ------- | ------- | ------- | ------- | ------- | ------- | ------------ | ------------ | ------------ | ------------ | ------------ | ------------ | ------ | ------ | ------ | ------ | ------ | ------ | --- |
| Ligue 1           | 43    | 19      | 7       | 7       | 5       | 27      | 34      | 19           | 4            | 3            | 12           | 12           | 38           | 38     | 11     | 10     | 17     | 39     | 72     | -33 |
| Coupe de France   | -     | 0       | 0       | 0       | 0       | 0       | 0       | 1            | 0            | 0            | 1            | 1            | 2            | 1      | 0      | 0      | 1      | 1      | 2      | -1  |
| Coupe de la Ligue | -     | 1       | 0       | 1       | 0       | 1       | 1       | 2            | 0            | 1            | 1            | 1            | 3            | 3      | 0      | 2      | 1      | 2      | 4      | -2  |
| Totale            | -     | 20      | 7       | 8       | 5       | 28      | 35      | 22           | 4            | 4            | 14           | 14           | 43           | 42     | 11     | 12     | 19     | 42     | 78     | -36 |

### Andamento in campionato
| Giornata  | 1 | 2  | 3 | 4 | 5 | 6 | 7 | 8 | 9  | 10 | 11 | 12 | 13 | 14 | 15 | 16 | 17 | 18 | 19 | 20 | 21 | 22 | 23 | 24 | 25 | 26 | 27 | 28 | 29 | 30 | 31 | 32 | 33 | 34 | 35 | 36 | 37 | 38 |
| --------- | - | -- | - | - | - | - | - | - | -- | -- | -- | -- | -- | -- | -- | -- | -- | -- | -- | -- | -- | -- | -- | -- | -- | -- | -- | -- | -- | -- | -- | -- | -- | -- | -- | -- | -- | -- |
| Luogo     | C | T  | C | T | T | C | T | C | T  | C  | T  | C  | T  | C  | T  | C  | T  | T  | C  | T  | C  | T  | C  | C  | T  | C  | T  | C  | T  | C  | C  | T  | C  | T  | C  | T  | C  | T  |
| Risultato | V | P  | V | V | N | P | V | P | P  | P  | P  | N  | V  | N  | P  | P  | P  | P  | N  | N  | V  | P  | V  | V  | P  | N  | P  | N  | N  | V  | P  | P  | N  | P  | V  | V  | N  | P  |
| Posizione | 4 | 15 | 7 | 3 | 4 | 9 | 6 | 8 | 11 | 12 | 13 | 14 | 12 | 11 | 12 | 13 | 15 | 18 | 18 | 19 | 16 | 18 | 16 | 11 | 13 | 14 | 15 | 15 | 16 | 13 | 14 | 15 | 15 | 15 | 15 | 13 | 14 | 14 |

Fonte:  Classements, su lfp.fr, LFP.
Legenda:

Luogo: C = Casa; T = Trasferta. Risultato: V = Vittoria; N = Pareggio; P = Sconfitta.